# Aluniș (Cluj)
Aluniș é uma comuna romena localizada no distrito de Cluj, na região histórica da Transilvânia. A comuna possui uma área de 56.53 km² e sua população era de 1329 habitantes segundo o censo de 2007.